# Llei de Préstec i Arrendament

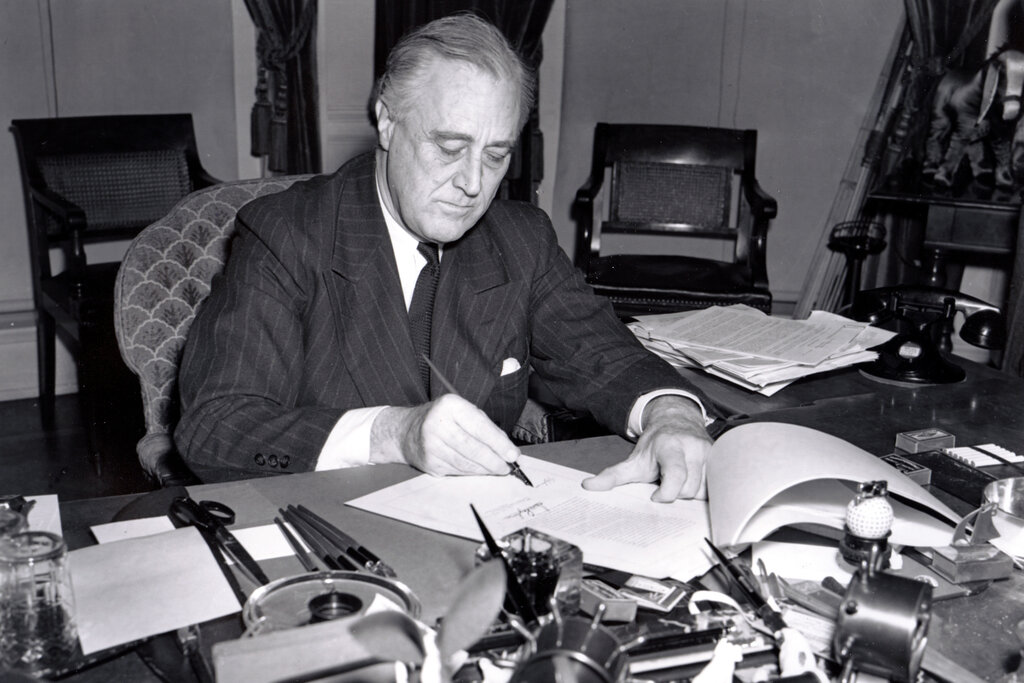
El President Roosevelt signa l'Acta de “Prèstec i Arrendament”” per a donar ajuda a Gran Bretanya i Xina en 1941

La Llei de Préstec i Arrendament (Lend-Lease en anglès), anomenada formalment com a “Llei per a Promoure la Defensa dels Estats Units”, era un programa que tenia com a objectiu que els Estats Units d'Amèrica enviessin subministraments a la França Lliure, al Regne Unit, a la República de la Xina, i més tard, a la Unió Soviètica i altres Aliats de la Segona Guerra Mundial amb menjar, combustibles i altres materials de guerra entre 1941 i agost de 1945. Això incloïa vaixells de guerra, avions de combat, junt amb altre armament. Va ser acordat en l'11 de març de 1941, i va acabar en setembre de 1945. En general l'ajuda era gratuïta, encara que algunes peces, com per exemple els vaixells de combat, s'havien de tornar després de la guerra. A canvi, els Estats Units tenien dret a establir bases militars i navals en territori Aliat durant la guerra. Canadà també tenia un programa similar, però més petit amb un nom diferent.

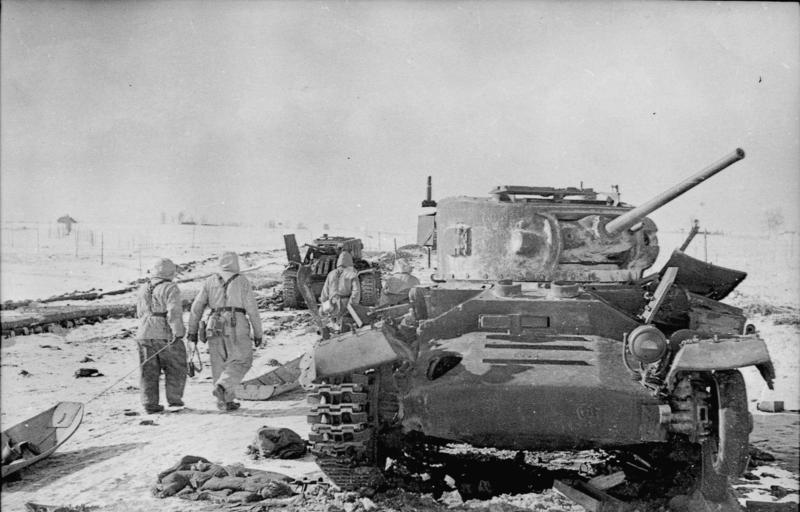
Un Tanc Valentine destrossat en la Unió Soviètica, Gener de 1944

Es van enviar un total de 50.100 milions de dòlars de 1931 en equipament i subministraments, és a dir, un 17% del total de despeses que va patir els Estats Units durant la guerra.
Aquest programa acabava definitivament la posició de neutral en la guerra i feia un pas més en contra de la política de no intervenir en la guerra, que havia dominat el país des de 1931.

## Escala
El valor dels subministraments enviats per Estats Units a les altres nacions aliades durant la guerra.

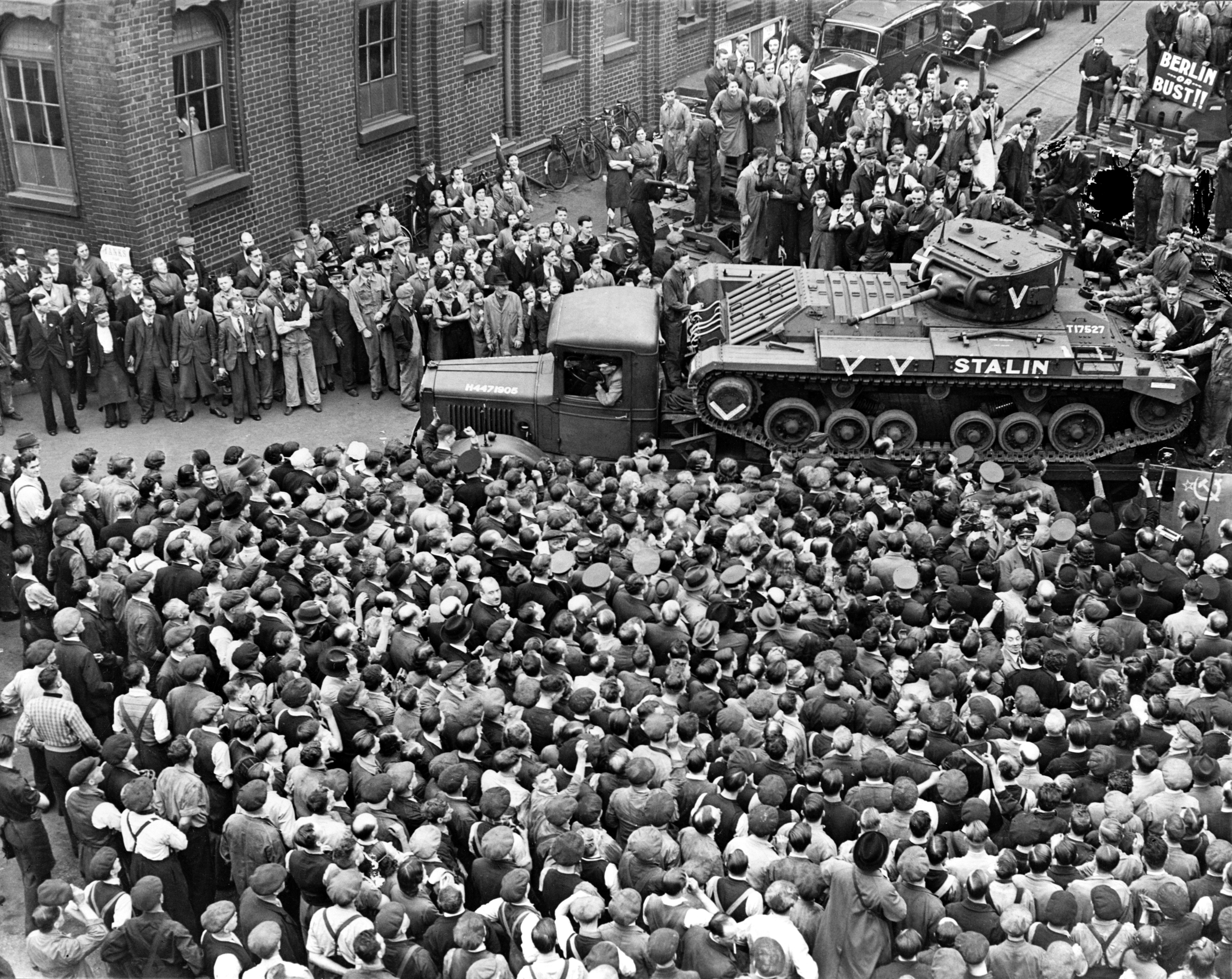
Un tanc Tanc Valentine destinat a la Unió Soviètica surt de la seva fàbrica de Gran Bretanya

| Regne Unit           | 31.387,1 |          |          |
| Brasil               | 372,0    |          |          |
| Unió Soviètica       | 10.982,1 |          |          |
| Mèxic                | 39,2     |          |          |
| França               | 3.223,9  |          |          |
| Xile                 | 21,6     |          |          |
| Xina                 | 1.627,0  |          |          |
| Perú                 | 18,9     |          |          |
| Països Baixos        | 251,1    |          |          |
| Colòmbia             | 8,3      |          |          |
| Bèlgica              | 159,5    |          |          |
| Equador              | 7,8      |          |          |
| Grècia               | 81,5     |          |          |
| Uruguai              | 7,1      |          |          |
| Noruega              | 47,0     |          |          |
| Cuba                 | 6,6      |          |          |
| Turquia              | 42,9     |          |          |
| Bolívia              | 5,5      |          |          |
| Iugoslàvia           | 32,2     |          |          |
| Veneçuela            | 4,5      |          |          |
| Aràbia Saudita       | 19,0     |          |          |
| Guatemala            | 2,6      |          |          |
| Polònia              | 12,5     |          |          |
| Paraguai             | 2,0      |          |          |
| Libèria              | 11,6     |          |          |
| República Dominicana | 1,6      |          |          |
| Iran                 | 5,3      |          |          |
| Haití                | 1,4      |          |          |
| Etiòpia              | 5,3      |          |          |
| Nicaragua            | 0,9      |          |          |
| Islàndia             | 4,4      |          |          |
| El Salvador          | 0,9      |          |          |
| Iraq                 | 0,9      |          |          |
| Hondures             | 0,4      |          |          |
| Txecoslovàquia       | 0,6      |          |          |
| Costa Rica           | 0,2      |          |          |
| Total                | 48,395.4 | 48,395.4 | 48,395.4 |